# The Levellers
The Levellers sind eine Band aus England. In ihrer Musik verbindet sie Elemente aus Rock und Punk mit traditionellen Folk- bzw. keltischen Klängen. In ihren Texten setzt sich die Band häufig kritisch mit den gesellschaftlichen Zuständen in Großbritannien und allgemeingesellschaftlichen Entwicklungen auseinander.

## Bandgeschichte
Gegründet wurden die Levellers 1988 in Brighton von Jeremy Cunningham, Charlie Heather, Jon Sevink, Mark Chadwick und Alan Miles. Mit dem Bandnamen nehmen sie Bezug auf die englische demokratische Bewegung der Levellers aus der Mitte des 17. Jahrhunderts.
Im ersten Jahr veröffentlichten sie zwei selbstproduzierte EPs, die ihnen zu einem Plattenvertrag mit Musidisc verhalf. Das Debütalbum A Weapon Called the Word schaffte es aber 1990 nicht in die Charts (erst 6 Jahre später wurde es aufgrund langanhaltender Verkäufe mit Gold ausgezeichnet). Miles verließ die Band und Simon Friend vervollständigte an seiner Stelle die Besetzung. Beim Independent-Label China Records erschien ein Jahr später das zweite Album Levelling the Land. Mit Platz 14 in den britischen Albumcharts und dem Song One Way, der Platz 1 der Indie-Charts erreichte, brachte es den Durchbruch. Die 15 Years EP bestätigte 1992 den Erfolg und im Jahr darauf kam das Album Levellers schon auf Platz 2. Es war auch auf dem europäischen Kontinent erfolgreich. Während sie dort ausverkaufte Touren absolvierten, konnten sie in den USA nicht Fuß fassen, obwohl sie auch bei einem US-amerikanischen Label unterschrieben hatten. Zu den Hits aus dem Album gehörten Belaruse und This Garden, die beide auf Platz 12 der Singlecharts kamen.
Ihr erfolgreichstes Album war danach Zeitgeist, das 1995 an der Spitze der Charts stand. Auch in den deutschen Charts war es mit Platz 42 das erfolgreichste Werk. Der Song Hope St. brachte sie zum dritten Mal auf Platz 12. Es folgte die EP Just the One, die ebenfalls auf Platz 12 stehenblieb, was damit ihre höchste Platzierung in den Singlecharts bleiben sollte. Das Album Mouth to Mouth kam zwar 1997 wieder auf Platz 5 und der Song Beautiful Day auf Platz 13, es beendete aber die erfolgreichste Zeit der Levellers. Die ersten fünf Studioalben wurden alle mit Gold ausgezeichnet. Auch das erste richtige Best-of-Album One Way of Life erreichte 1998 Goldstatus.
Diese Serie endete zwei Jahre später mit Hello Pig. Das Album kam nur noch auf Platz 28 und fand auch im Ausland wenig Interesse. Die einzige Singleauskopplung Happy Birthday Revolution schaffte es nicht in die Top 40. Die erreicht auch 2002 das Album Green Blade Rising nicht und drei Jahre danach verpasste Truth and Lies sogar ganz die Top 100, auch wenn es mit Make You Happy ihren letzten Top-40-Singlehit enthielt. Trotzdem hatten sie weiter treue Fans und waren gefragt bei den bedeutenden Festivals in Europa. Zum 20-jährigen Bandjubiläum kamen sie 2008 mit dem neunten Studioalbum Letters from the Underground noch einmal bis auf Platz 24. Nach den vorherigen beiden Misserfolgen beim zur Universal-Gruppe gehörenden Label Eagle hatten sie die Veröffentlichungen selbst in die Hand genommen und ihr eigenes Label On the Fiddle gegründet.
Im Jahr 2012 legten sie nach vier Jahren Pause, in der Sänger Mark Chadwick einen Soloausflug unternommen hatte, wieder ein neues Album, Static on the Airwaves, vor. 2014 folgte ein Greatest-Hits-Album (Doppel-CD und DVD). Beide erreichten Top-40-Platzierungen. Im April 2015 wurde die Banddoku A Curious Life vorgestellt. Zur 25-Jahr-Feier ihres Durchbruchs mit Levelling the Land wurde 2017 dieses und fünf weitere der ersten Alben als Remaster veröffentlicht. Im März 2018 erschien das Album We the Collective. Darauf hatte die Band ihre größten Hits aus 30 Jahren als Akustikversionen eingespielt. Es kam auf Platz 12 in Großbritannien. Im August 2020 erschien ein neues Album Peace das Nr. 8 der Official UK Album Charts erreichte und damit die höchste Platzierung seit 1997. Das Album enthält 11 neue Songs. Die begleitende Tour mit Konzerten in UK, den Niederlanden und Deutschland wurde Covid-19 bedingt auf 2021 verschoben.
2003 gründeten die Levellers ihr eigenes unabhängiges Musikfestival, das "Beautiful Days Festival", das jeweils im August in Escot Park nahe Ottery St Mary, Devon (England) stattfindet. Das Festival wurde mehrfach ausgezeichnet. Die 18. Durchführung 2020 musste ebenfalls Covid-19 bedingt abgesagt werden.
Im Jahr 2022 wurde Dan Donnelly, ein nordirischer Sänger, als vollwertiges Mitglied bei den Levellers aufgenommen. Er ersetzt auf der Bühne Simon Friend, der aber weiter als Bandmitglied geführt wird.

## Diskografie

### Alben
| Jahr | Titel Album                                           | Höchstplatzierung, Gesamtwochen, AuszeichnungChartplatzierungen (Jahr, Titel, Album, Platzierungen, Wochen, Auszeichnungen, Anmerkungen) | Höchstplatzierung, Gesamtwochen, AuszeichnungChartplatzierungen (Jahr, Titel, Album, Platzierungen, Wochen, Auszeichnungen, Anmerkungen) | Anmerkungen                                                    |
| Jahr | Titel Album                                           | DE | UK | Anmerkungen                                                    |
| ---- | ----------------------------------------------------- | --- | --- | -------------------------------------------------------------- |
| 1990 | A Weapon Called the Word                              | — | UK— GoldUK | Label: Musidisc                                                |
| 1991 | Levelling the Land                                    | — | UK14 Gold · (38 Wo.)UK | Labelwechsel zu: China Records                                 |
| 1993 | Levellers                                             | DE55 (9 Wo.)DE | UK2 Gold · (15 Wo.)UK |                                                                |
| 1995 | Zeitgeist                                             | DE42 (9 Wo.)DE | UK1 Gold · (16 Wo.)UK |                                                                |
| 1996 | Best Live – Headlights, White Lines, Black Tar Rivers | — | UK13 (5 Wo.)UK | Livealbum                                                      |
| 1997 | Mouth to Mouth                                        | DE88 (1 Wo.)DE | UK5 Gold · (8 Wo.)UK |                                                                |
| 1998 | Best of the Levellers – One Way of Life               | — | UK15 Gold · (13 Wo.)UK | Best-of-Album                                                  |
| 2000 | Hello Pig                                             | — | UK28 (3 Wo.)UK |                                                                |
| 2002 | Green Blade Rising                                    | — | UK77 (1 Wo.)UK | Labelwechsel zu: Eagle Records                                 |
| 2008 | Letters from the Underground                          | — | UK24 (2 Wo.)UK |                                                                |
| 2012 | Static on the Airwaves                                | — | UK36 (1 Wo.)UK | Labelwechsel zu: On the Fiddle                                 |
| 2014 | Greatest Hits                                         | — | UK32 (1 Wo.)UK | Best-of-Album                                                  |
| 2018 | We the Collective                                     | — | UK12 (1 Wo.)UK | Akustikversionen der größten Hits zum 30-jährigen Bandjubiläum |
| 2020 | Peace                                                 | — | UK8 (1 Wo.)UK |                                                                |

Weitere Alben
- See Nothing, Hear Nothing, Do Something: UK Singles and Live Collection (Kompilation, 1992)
- Special Brew (Kompilation, 2001)
- Truth and Lies (2005)
- Live at the Royal Albert Hall (Livealbum, 2009)
- Levelling the Land Live (Livealbum, 2011)

Videoalben
- The Great Video Swindle (1992 China Records Ltd)
- Headlights White Lines Black Tar Rivers (1996 Warner Music Vision)
- One Way of Live – The Videos (1998 Warner Music Vision)
- Chaos Theory Live – DVD (2006 On The Fiddle Recordings)
- Together All the Way, DVD-Beigabe zur Wiederveröffentlichung von A Weapon called the Word, dem Debüt-Album von 1990 (2010 On The Fiddle Recordings)

Fan-Club-DVDs
- Waking the World (2003), Live at Preston Guildhall 2003, Interviews
- Fire in the House (2004), Bandinterviews, Wickermann Festival 2004, Bluebell Railway show 2004, Beautiful Days Festival 2004
- State of the Union (2005), Beautiful Days Festival und Tour Oktober 2003

### Singles
alle Songs geschrieben von den Levellers (Mark Chadwick, Simon Friend, Jeremy Cunningham, Jonathan Sevink, Charlie Heather, Matthew Savage), wenn nicht anders angegeben

| Jahr | Titel Album                                      | Höchstplatzierung, Gesamtwochen, AuszeichnungChartsChartplatzierungen (Jahr, Titel, Album, Platzierungen, Wochen, Auszeichnungen, Anmerkungen) | Anmerkungen |
| Jahr | Titel Album                                      | UK | Anmerkungen |
| ---- | ------------------------------------------------ | --- | --- |
| 1991 | One Way Levelling the Land                       | UK51 (2 Wo.)UK | |
| 1991 | Far from Home Levelling the Land                 | UK71 (1 Wo.)UK | |
| 1992 | 15 Years EP                                      | UK11 (5 Wo.)UK | enthält die Songs 15 Years, Dance Before the Storm, Riverflow (live) und Plastic Jeezus                                                                                  |
| 1993 | Belaruse Levellers                               | UK12 (5 Wo.)UK | |
| 1993 | This Garden Levellers                            | UK12 (4 Wo.)UK | |
| 1994 | The Julie EP                                     | UK17 (5 Wo.)UK | enthält die Songs Julie (new version), Lowlands of Holland, English Civil War und Warning (live)                                                                         |
| 1995 | Hope St. Zeitgeist                               | UK12 (8 Wo.)UK | |
| 1995 | Fantasy Zeitgeist                                | UK16 (6 Wo.)UK | |
| 1995 | Just the One EP                                  | UK12 (8 Wo.)UK | enthält die Songs Just the One (Original), A Promise, Your ’Ouse und Drinking for England beim Song Just the One wurde Joe Strummer als „Special Guest on piano“ genannt |
| 1996 | Exodus Headlights, White Lines, Black Tar Rivers | UK24 (3 Wo.)UK | Liveaufnahme |
| 1997 | What a Beautiful Day Mouth to Mouth              | UK13 (5 Wo.)UK | |
| 1997 | Celebrate Mouth to Mouth                         | UK28 (2 Wo.)UK | |
| 1997 | Dog Train Mouth to Mouth                         | UK24 (6 Wo.)UK | |
| 1998 | Too Real Mouth to Mouth                          | UK46 (2 Wo.)UK | |
| 1998 | Bozos                                            | UK44 (2 Wo.)UK | Original: We’re All Bozos on This Bus von Flik Spatula Autoren: Jem Moorshead, Justin Travis                                                                             |
| 1999 | One Way One Way of Life                          | UK33 (2 Wo.)UK | |
| 2000 | Happy Birthday Revolution Hello Pig              | UK57 (2 Wo.)UK | Autoren: Stephen Ryan, Phil Johnstone, The Levellers |
| 2002 | Come On Green Blade Rising                       | UK44 (2 Wo.)UK | |
| 2003 | The Wild as Angels EP                            | UK34 (2 Wo.)UK | enthält die Songs Wild as Angels (Song / Video), Galahad und Adulterer’s Blues                                                                                           |
| 2005 | Make You Happy Truth and Lies                    | UK38 (2 Wo.)UK | |

Weitere Singles
- Carry Me (1989)
- Outside/Inside (1989)
- World Freak Show (1990)
- Together All the Way (1990)
- Last Man Alive (2005)
- A Life Less Ordinary (2008)
- Burn America Burn (2008)
- Before the End (2008)
- Truth Is (2012)
- After the Hurricane (2012)
- We Are All Gunmen (2012)
- The Recruiting Sergeant (2013)